# 建康 (都城)

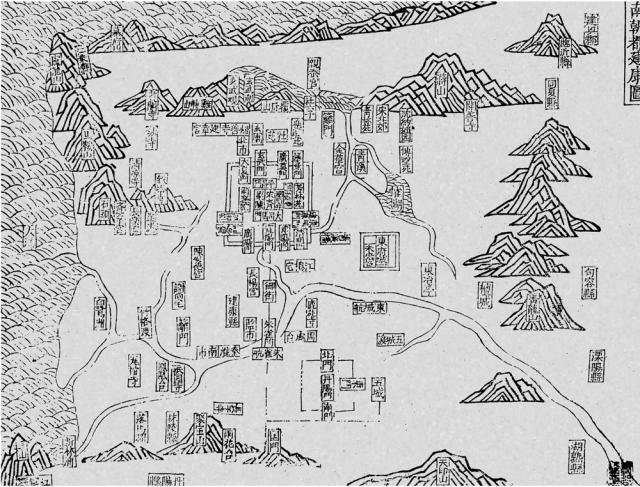
建康城の地図

建康（けんこう）は、中国の六朝の歴代の都であり、南京市の古称である。
三国時代の呉においては建業（けんぎょう）と呼ばれたが、西晋のときに愍帝（司馬鄴）の諱に触れることから、建康と改称された。建康を中心に六朝文化が栄え、とくに仏教の隆盛ぶりは「南朝四百八十寺（なんちょうしひゃくはっしんじ）」と讃えられた。

## 年譜
- 春秋時代、楚の武王が金陵を置いた。
- 紀元前210年、秦により秣陵県が置かれ、会稽郡に属した。
- 漢代の秣陵県は揚州丹陽郡に属した[1]。
- 211年、孫権が張紘の進言を容れて、治所を呉県から秣陵県に移した[2]。
- 212年、孫権が石頭城を築き、秣陵を建業と改めた[2]。
- 221年、孫権が鄂城（武昌）に遷都した[2]。
- 229年、孫権が建業に遷都した[2]。
- 247年、太初宮が作られ、翌年に完成した[2]。
- 255年、呉の孫亮が太廟を作った[3]。
- 265年、呉の孫晧が歩闡の進言に従い、武昌に遷都した[3]。
- 266年、孫晧が建業に還都した[3]。
- 267年、昭明宮（顕明宮）が建てられ、孫晧が居を移した[3]。
- 313年、建業の称を建康と改めた[4]。
- 317年、東晋の元帝が宗廟と社稷を建康に立てた[5]。
- 319年、新たに聴訟観が立てられた。
- 329年、蘇碩（蘇峻の子）が台城を攻撃し、太極東堂と秘閣が焼きつくされた[6]。建平園に宮殿が置かれた。
- 330年、新宮が造営され、初めて苑城が修繕された[6]。
- 332年、東晋の成帝が新宮に移った[6]。
- 378年、新宮が造営され、東晋の孝武帝が新宮に移った[7]。
- 391年、太廟が改築され、9月に新廟が完成した[7]。
- 396年、清暑殿が造営され、永安宮が作られた[7]。
- 404年、劉裕が桓玄の乱を討ち、建康を占領した。
- 414年、東府城が築かれた。
- 438年、新たに東宮が作られた。
- 443年、台城の東西に万春門と千秋門が設けられた[8]。
- 446年、楽遊苑の北に玄武湖が開かれ、華林園に景陽山が築かれた[8]。
- 454年、正光殿が立てられた[9]。
- 459年、玄武湖の北に上林苑が立てられた[9]。皇后蚕宮が西郊に立てられた。
- 461年、閶闔門から朱雀門にいたる馳道が立てられた[9]。
- 462年、新たに大航門が作られた。覆舟山に凌室を置き、氷を収蔵した[9]。
- 465年、石頭城を長楽宮とし、東府城を未央宮とした。北邸を建章宮とし、南第を長陽宮とした[10]。
- 483年、青渓旧宮が築かれた[11]。
- 487年、新林苑が立てられた[11]。
- 501年、蕭衍が建康を占領した。
- 513年、南朝梁の武帝（蕭衍）の命により新たに太極殿が作られた[12]。
- 548年、侯景が建康を包囲した、翌年に台城を陥落させた（侯景の乱）。
- 552年、王僧弁が建康を奪回し、侯景は逃亡した。このとき軍人の失火で太極殿や東西堂などが焼失した[13]。元帝は江陵に都を置いた。
- 554年、敬帝が建康で即位した。
- 558年、南朝陳の武帝の命により太極殿が再建された[14]。
- 589年、隋が南朝陳を滅ぼし、建康の台城は平地にされた。

## 建康周辺
- 石頭城
- 東府城（未央宮）
- 西州城（建鄴県治）
- 丹陽郡城
- 白石塁（白下城、琅邪城）
- 冶城
- 越城
- 玄武湖
- 燕雀湖
- 朱雀航
- 鍾山
- 秦淮河

## 六朝建康城
隋が南朝陳を滅亡させた際に、削平と開墾された上、都市の発展で南京市の下に埋もれた。そのため、遺跡調査も容易でなく、場所や概要は長い年月不明である。また、開発に伴う破壊も考えられた。
広義の六朝建康城とは、宮城・都城・外郭の三重の城壁と壕を含み、さらに周囲には石頭城・東府城・西州城・丹陽郡城・白下城・冶城・越城などを代表とする衛星都市群を含んでいる。さらに、その間に広く分布している礼制・宗教・官街・市場・里坊・庭園などの各種の建物、および都市交通の命脈である道路や水路などがある。
2012年3月20日、南京市文物保護単位に指定された。